# NGC 67
NGC 67 je galaksija u zviježđu Andromeda.

## Vanjske poveznice
- SEDS: NGC 0067